# 矶川孝生
矶川孝生（日语：／ Isokawa Takao，1984年6月10日—），日本男子摔跤运动员。他曾代表日本参加2010年亚洲运动会摔跤比赛，获得一枚铜牌。他也曾参加2012年夏季奥林匹克运动会。